# علی نوبخت حقیقی
علی نوبخت حقیقی (زاده ۱۳۲۷ در رشت) پزشک ایرانی و نماینده سابق تهران، ری، شمیرانات، اسلامشهر و پردیس، در مجلس شورای اسلامی است. او معاون اسبق درمان وزارت بهداشت، عضو منتصب در شورای عالی جمعیت هلال احمر ایران از جانب رئیس‌جمهور ایران، و عضو هیئت امناء دانشگاه و دبیر انجمن‌های علمی-تخصصی ایران و عضو کمیته اخلاق و تاریخ پزشکی کمیسون نظام پزشکی ایران و عضو و دبیر گروه علمی پیراپزشکی فرهنگستان علوم پزشکی ایران است. به گزارش برخی از منابع خبری وی از حامیان دولت (در تاریخ آذر ۴، ۱۳۹۴) به‌حساب می‌آید. نوبخت فوق تخصص بیماری‌های کلیه (نفرولوژی)، عضو هیئت علمی گروه نفرولوژی (بیماری‌های کلیه و فشار خون) دانشگاه علوم پزشکی و خدمات بهداشتی و درمانی شهید بهشتی است.
او برادر محمدباقر نوبخت، سخنگوی دولت یازدهم و رئیس سازمان برنامه و بودجه ایران است.

## جایگاه علمی
علی نوبخت عضو هیئت‌علمی گروه فوق تخصصی نفرولوژی (بیماری‌های کلیه و مجاری ادراری) دانشگاه علوم پزشکی و خدمات بهداشتی و درمانی شهید بهشتی، عضو و دبیر گروه علمی پیراپزشکی فرهنگستان علوم پزشکی ایران، دبیر انجمن علمی پیوند اعضای ایران و دبیر انجمن نفرولوژی ایران می‌باشد. وی همچنین به‌عنوان دبیر انجمن‌های علمی تخصصی ایران انتخاب‌شده‌است.

## زندگی شخصی
علی نوبخت حقیقی در اردیبهشت ۱۳۲۷ در رشت متولد شد. تحصیلات ابتدایی و دبیرستان را در رشت و قم به پایان رساند و دیپلم ریاضی گرفت. سپس در سال ۱۳۵۷ به عنوان پزشک عمومی وارد جامعه پزشکی شد و چهار سال بعد موفق به کسب درجهٔ تخصص بیماریهای داخلی شد. سر انجام در سال ۱۳۶۸فوق تخصص نفرولوژی شد. علی نوبخت حقیقی، برادر محمدباقر نوبخت حقیقی ـ معاون رئیس‌جمهور و سخنگوی دولت یازدهم ایران است، وی در انتخابات یازدهمین دوره ریاست جمهوری ایران، عضو کمیته سلامت ستاد انتخاباتی حسن روحانی بود. همسرش سیده مریم پورسید فتح‌الله در ۲۱ دی ماه ۱۳۹۴ درگذشت.
سفر وی به ایالات متحده آمریکا در اوج مخاصمات دوطرفه ایران با آن کشور در بهار ۱۳۹۸ که به منظور دیدار فرزندش انجام گرفته بود، خبرساز شد و خبرگزاری‌ها از نحوه دریافت ویزای وی در حالیکه آمریکا از دادن ویزا به ایرانیان خواهان سفر به آن کشور خودداری می‌کند، پرسش‌هایی را مطرح کردند. در واکنش به این خبر، علی مطهری، وعده پیگیری موضوع و اطلاع‌رسانی در این خصوص را داد.

### فوت همسر
در مراسم ختم همسر علی نوبخت برخی از مقامات لشکری و کشوری و شخصیت‌های برجسته ایران حضور داشتند.

## فعالیت‌های سیاسی

### جایگاه سیاسی
بر اساس گزارش‌های خبری حسن تأمینی لیچایی نمایندهٔ دو دورهٔ مردم رشت در مجلس شورای اسلامی، از جمله گزینه‌های ائتلاف و حضور مشترک در انتخابات به همراه علی نوبخت حقیقی، در رشت بوده‌است.

### نامزد شدن در انتخابات مجلس دهم ایران
علی نوبخت، از حوزه انتخابیه تهران برای انتخابات مجلس دهم شورای اسلامی (۱۳۹۴) ثبت‌نام کرد.
چند ماه پیش از برگزاری انتخابات مجلس شورای اسلامی دورهٔ دهم، برخی از منابع خبری حکایت از رایزنی‌های «نمایندگان رشت» در این راستا داشتند و گفته می‌شد لیست حامیان دولت در رشت با سر لیستی علی نوبخت برادر سخنگوی دولت و حضور حسن تأمینی و غلامعلی جعفرزاده بسته می‌شود. اما علی نوبخت در حوزهٔ شهر تهران ثبت نام کرد و در حوزه تهران کاندیدای مجلس شورای اسلامی شد و خانه گیلان از کاندیداتوری حسن تأمینی در حوزه رشت و کاندیداتوری الیاس حضرتی، فاطمه مقیمی و علی نوبخت در حوزه تهران حمایت کرد.

### نماینده تهران در مجلس دهم
علی نوبخت که در تهران برای شرکت در انتخابات مجلس ثبت‌نام کرده بود علی‌رغم مشکلات اولیه در نهایت توانست تأییدیهٔ صلاحیت خویش را از شورای نگهبان دریافت نماید
در دهمین دوره انتخابات مجلس شورای اسلامی، علی نوبخت حقیقی توانست با کسب ۱٬۱۷۳٬۰۳۶ رأی، در رتبهٔ شانزدهم تهران، وارد مجلس دهم شود.

#### بخشش حقوق نمایندگی
علی نوبخت در نامه‌ای به رئیس مجلس شورای اسلامی خواستار اختصاص ۵۰ درصد از حقوق ماهیانه نمایندگی‌اش به حساب کمیته امداد برای اشتغال جوانان ایرانی شد.

#### ریاست کمیسیون بهداشت و درمان مجلس دهم
علی نوبخت با ۱۳ رأی به عنوان رئیس کمیسیون بهداشت و درمان مجلس دهم  انتخاب شد.

#### عدم ثبت نام در انتخابات مجلس یازدهم
نوبخت در یازدهمین دوره انتخابات مجلس شورای اسلامی ثبت نام نکرد.

## اظهارنظرها

### واکنش به ماجرای فیش‌های حقوق نجومی
علی نوبخت در ماجرای رسوایی فیش‌های حقوقی مدیران دولتی ایران وی واکنش شدیدی نشان داد و گفت:
باید در این زمینه مثل چین رفتار کرد. در کشور چین کوچک‌ترین تخلف به صورت جدی و محکم برخورد می‌کنند، برای شخص خاطی اعدام می‌برند و این موضوع را رسانه‌ای می‌کنند تا دیگر مدیران و افراد حساب کار دستشان بیاید.